# USS George Washington (CVN-73)
Pour l’article homonyme, voir USS George Washington.
L'USS George Washington (CVN-73) est un porte-avions polyvalent américain à propulsion nucléaire, faisant partie de la classe Nimitz. Il est le troisième porte-avions de la sous-classe Theodore Roosevelt, et fait partie des 11 porte-avions géants de l'US Navy.
Il s'agit du quatrième navire à avoir été baptisé en l'honneur de George Washington, le premier président des États-Unis (1732-1799), général pendant la guerre d'indépendance des États-Unis et un des rédacteurs de la Constitution des États-Unis. George Washington a longtemps prôné l'importance pour un pays de disposer d'une importante flotte maritime. Le 15 novembre 1781, il écrit : « Sans une force navale décisive, nous ne pouvons rien réaliser de décisif. Et avec elle, tout ce qui est honorable et décisif. ». La devise du navire est « Spirit of Freedom » (soit en français : « Esprit de Liberté »).
En mai 2008, le navire était en route vers son nouveau port d'attache, au Japon, lorsqu'il subit un incendie important, au large des côtes de l'Amérique du Sud. Le coût des réparations est estimé à 70 millions de dollars, et le Captain et l'Executive officer ont été relevés de leurs fonctions. Le Washington fut réparé à San Diego en Californie, et arrivera finalement à Yokosuka le 24 septembre 2008.

## Construction
La commande a été passée le 27 décembre 1982 au Newport News Shipbuilding de Newport News, en Virginie, sous la désignation CVN-73.
La quille est posée le 25 août 1986, et la construction du navire coûtera au total 3,5 milliards de dollars (cours de 1986). Il est inauguré le 21 juillet 1990 par la first lady Barbara Bush, puis entre en service actif le 4 juillet 1992, rattaché à la base navale de Norfolk.
Le pont d'envol a une superficie de 18 000 m² et dispose de 4 ascenseurs de 360 m2 chacun. Le navire contient 2 500 compartiments, soit suffisamment de couchettes pour accueillir 6 250 membres d'équipage. Les quatre unités de distillation d'eau sont capables de produire 1 500 mètres cubes d'eau potable par jour, et le système d'air conditionné est suffisamment puissant pour traiter 2 520 tonnes d'air en continu (soit 2 100 000 mètres cubes), pour une consommation énergétique de 2,1 MW.
Le navire possède deux ancres de 30 tonnes chacune, et chaque maille constituant la chaîne qui les retient a une masse de  160 kg. Ses deux réacteurs nucléaires peuvent assurer la propulsion du navire pendant 18 ans sans ravitaillement, ce qui lui permet de parcourir une distance d'environ 5 560 000 kilomètres (140 fois la circonférence de la Terre). À l'origine, il était équipé de 4 CIWS systèmes d'armes Phalanx et de 3 missiles SAM Sea Sparrow, mais il a fallu en retirer un de chaque pour installer 2 SAM RIM-116, à l'occasion du Planned Incremential Availability (rénovation) de 2005.
Traditionnellement, les hangars des porte-avions sont peints en gris clair ; le Washington entra en service avec son hangar peint en blanc, pour donner l'impression d'être plus grand et plus brillant. Depuis lors, tous les porte-avions américains suivent cette nouvelle mode.
Tous les porte-avions américains ont leur hull number (numéro d'immatriculation) peint sur les deux côtés de l'îlot central. Lorsque le navire mouille dans un port, ses immatriculations sont éclairées la nuit avec des tubes fluorescents blancs. Sur ordre du Congrès, le hull number de l'îlot du Washington est éclairé avec des tubes fluorescents rouges, blancs et bleus pour honorer la contribution de George Washington à l'indépendance de l'Amérique.

## Histoire

### Premiers déploiements
Le George Washington entreprit son voyage inaugural en 1994, à l'occasion du 50e anniversaire du Débarquement allié. Son second déploiement a eu lieu en 1996, et il reçut à son bord la Joint Military Commission, composée des chefs militaires des Former Warring Factions de Bosnie-Herzégovine. Il a également joué un rôle vital dans l'opération Decisive Endeavor en Bosnie-Herzégovine, et a renforcé la No Fly zone du sud de l'Irak dans l'opération Southern Watch.
Durant son troisième déploiement, d'octobre 1997 à avril 1998, le Washington a passé la majorité de ces six mois en mer à patrouiller dans le golfe Persique en tant que pierre angulaire de la force navale américaine, dans le but de forcer l'Irak à accepter la venue des inspecteurs des Nations unies sur leur territoire.

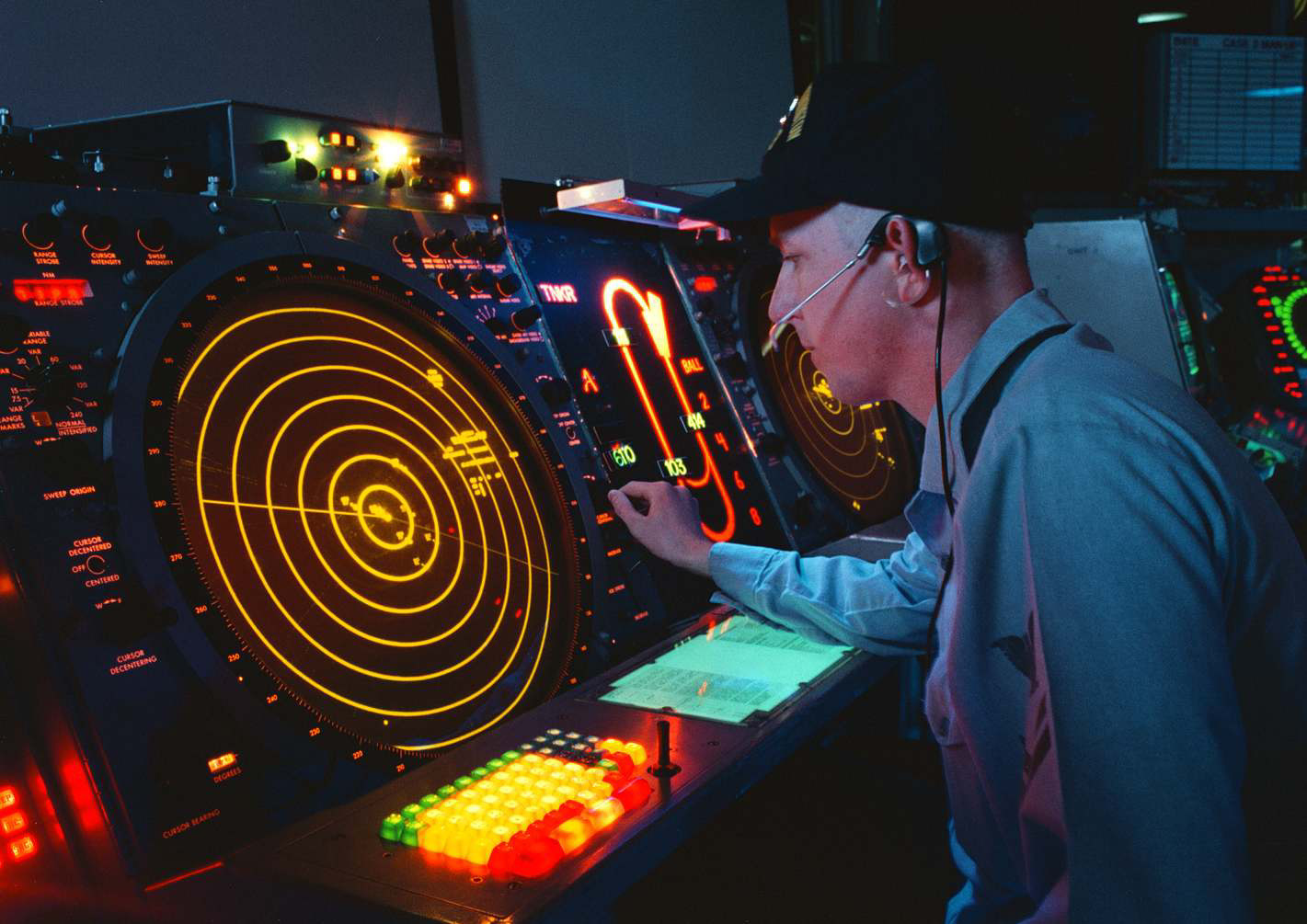
Centre de contrôle du trafic aérien du navire. Prise de vue d'un terminal radar (1996).

Le Washington fut à nouveau déployé dans le golfe Persique, du 21 juin au 20 décembre 2000, pour marquer la présence américaine dans cette partie du monde. Il participa à diverses opérations dans la mer Méditerranée, l'océan Indien et le golfe Persique. Dans le golfe Persique, il participa à nouveau à l'opération Southern Watch, avec plus de 8 000 sorties au-dessus du territoire irakien. Quant à la flotte du groupe aéronaval, elle apporta son soutien pour faire respecter les mesures d'embargo prises par les Nations unies contre l'Irak, en menant diverses opérations d'interception maritime à l'encontre de navires de contrebande. Un total de 20 000 tonnes de pétrole fut saisi, alors que des contrebandiers tentaient de les exporter hors du pays. Plus tard, la présence du groupe aéronaval dans la mer Adriatique permit d'apaiser les tensions dans la région, qui menaçaient de se durcir depuis les élections présidentielles en Yougoslavie.
Tout au long du déploiement, les unités du groupe aéronaval ont participé à de nombreux exercices internationaux, notamment l'Exercise Destined Glory, l'exercice OTAN le plus important de l'année. Le groupe aéronaval a travaillé en coordination avec les forces militaires de l'Oman dans le golfe Persique, ainsi qu'avec des forces de la Hongrie, de la Croatie, Turquie, Grèce, Espagne, France et du Royaume-Uni. Ces exercices ont eu lieu dans la mer Méditerranée, et ont permis d'améliorer l'interopérabilité des forces internationales.

### Révision de 2001 et évènements du 11 septembre
Le 13 février 2001, le Washington entama une remise à niveau (PIA, Planned Incremental Availability) de 6 mois au chantier naval Norfolk Naval Shipyard. Le navire bénéficie de nombreuses améliorations, dont l'agrandissement des dortoirs, la remise à niveau du système de ventilation et la mise à jour du réseau informatique. Le 31 juillet, il entame une série de tests qui dureront quatre jours, avant de retourner à son port d'attache.
Le 6 septembre 2001, le Washington reçoit la Battenberg Cup de 2000, une distinction annuelle qui récompense le navire ou le submersible de la Flotte Atlantique dont l'équipage a fait preuve d'accomplissement hors du commun. C'est la deuxième fois qu'il reçoit une telle distinction (la première fois en 1997). L'équipage a également reçu la Flatley Award, qui récompense les porte-avions dont les aéronefs présentent les meilleures statistiques en matière de sécurité.
Dans la matinée du 11 septembre 2001, le Washington se trouvait au large des côtes de la Virginie, en train de mener des opérations de routine, lorsque les évènements du 11 septembre eurent lieu. Il stoppa ses manœuvres et fit immédiatement route vers le nord, et arriva à New-York City le lendemain. Les trois jours suivants, le navire et son aviation ont fourni une défense aérienne à la ville et ses environs, en coopération avec le Commandement de la défense aérospatiale de l'Amérique du Nord (acronyme NORAD en anglais). Le navire revint ensuite à son port d'attache et reprit son Inter Deployment Training Cycle. Il participa au Tailored Ship's Training Availability (TSTA) I/II du 2 au 29 novembre 2001.
Le 2 avril 2002, le groupe aéronaval a participé au Composite Unit Training Exercise (COMPTUEX), au large de Vieques (Porto Rico). Il s'agit d'un entraînement de niveau intermédiaire, et toutes les munitions tirées étaient inertes. Le 8 avril, le Captain Martin J. Erdossy accéda au poste de Commanding Officer, en succédant au Captain William McCarth (lui-même successeur du Commanding Officer Lindell G. Rutherford). Le Rear Admiral Joseph Sestak (Commandant du groupe aéronaval) et le Rear Admiral Lindell G. Rutherford (Commandant du Carrier Group Four) étaient présents durant la cérémonie de passation des pouvoirs.

### OpérationsSouthern Watch/Enduring Freedom
Après une période sans activités, le groupe aéronaval du Washington s'est déployé le 20 juin 2002 dans la mer d'Oman, pour y relayer le groupe aéronaval de l'USS John F. Kennedy le 19 juillet suivant. Il participa alors aux opérations Southern Watch et Enduring Freedom. Il sera ensuite relevé par le groupe aéronaval de l'USS Abraham Lincoln, le 11 septembre de la même année. Le groupe a traversé le canal de Suez à la mi-septembre, avant de déboucher en mer Méditerranée. Sur place, il participa à l'exercice Shark '02 avec le Maroc, qui avait pour objectif d'exercer l'aviation des deux nations aux combats aériens.
Le groupe de rock 3 Doors Down livra un concert à l'équipage le 2 octobre 2002 sur le pont du Washington, lors de l'escale à Lisbonne. La vidéo du single When I'm Gone sera réalisée à partir de l'enregistrement du live tour et de courts-métrages filmés à bord du navire.
Le groupe aéronaval retournera à Norfolk le 20 décembre 2002. Durant ces six mois, le Washington a lancé environ 10 000 sorties, dont certaines avaient pour but de perturber les opérations des talibans et des membres d'Al-Qaïda. Durant son voyage, le porte-aéronef a visité 16 pays, dont l'Écosse, l'Angleterre, les Pays-Bas, l'Allemagne, l'Espagne, le Portugal, la France, l'Italie, Malte, la Grèce, la Slovénie, la Turquie et les Émirats arabes unis.

### Qualifications et opérationVigilant Resolve
Le Washington remporta la Battenberg Cup le 23 juin 2003, pour la troisième fois dans son histoire. Il quitta Norfolk le 9 septembre suivant pour qualifications. Deux jours plus tard, le navire était en opération au large de la Virginie, lorsqu'un brin d'arrêt tendu pour arrêter un F/A-18 se détacha accidentellement. La tension fit se replier le brin sur lui-même, qui blessa onze marins dans sa course. Deux d'entre eux furent gravement blessés et durent être évacués du navire, mais tous ont survécu à l'accident. L'avion fut perdu en mer, mais le pilote est parvenu à s'éjecter à temps. L'accident fut filmé et retransmis sur la National Geographic Channel.
Le navire rentrera à Norfolk le 19 décembre 2003 après 40 jours passés en mer, dans le cadre du Composite Training Unit Exercise (COMPTUEX). Le groupe aéronaval était alors constitué de Carrier Air Wing 7, Destroyer Squadron 28, USS Vella Gulf (CG-72), USS Ramage (DDG-61), USS Ross (DDG-71), USS Bulkeley (DDG-84), USS Elrod (FFG-55) et USS Supply (T-AOE-6). Cet exercice impliqua plus de 7 600 marins. La durée de l'exercice a dû être diminuée, pour satisfaire le Fleet Response Plan créé par le Chef des Opérations Navales en 2003.

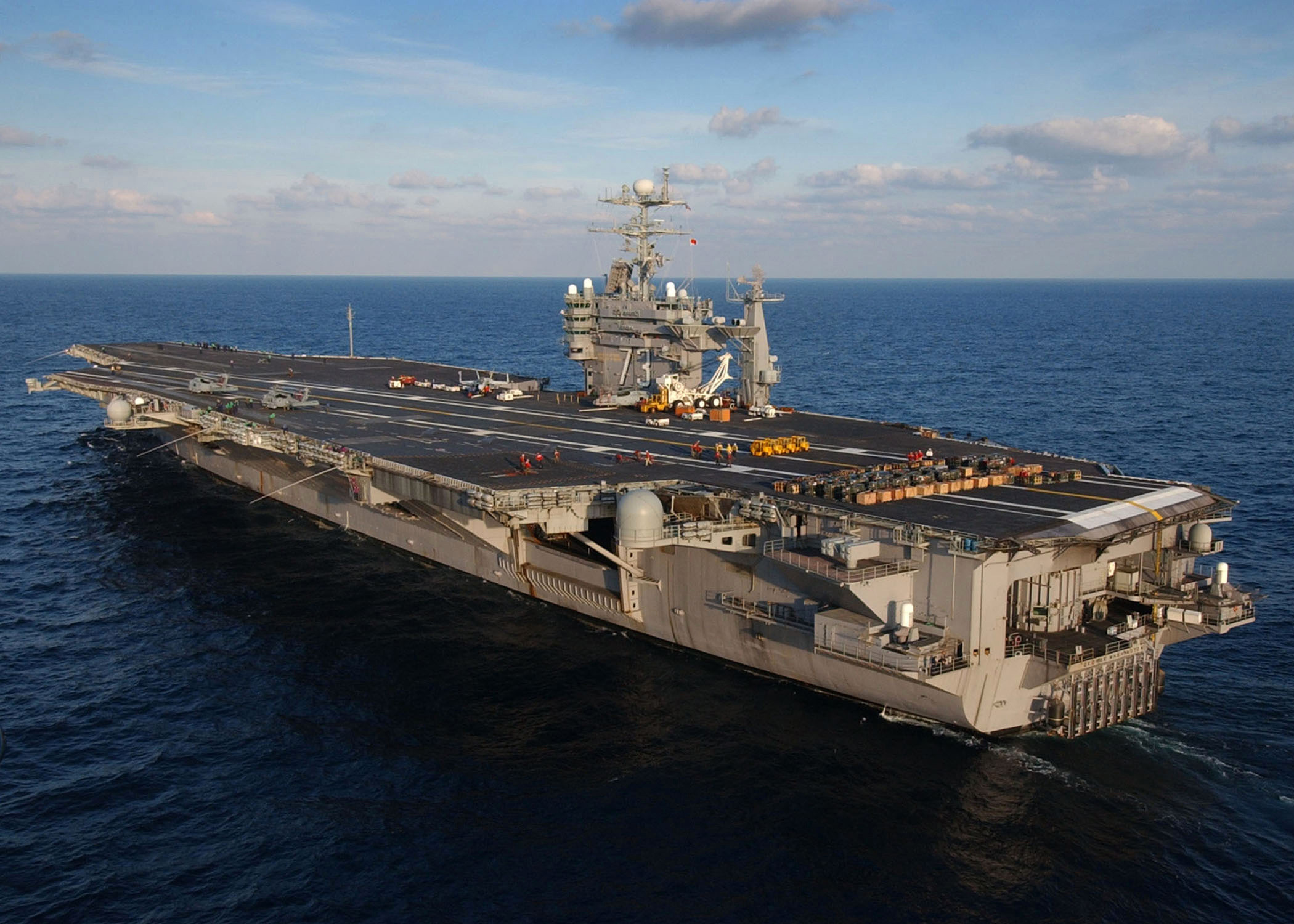
Le Washington et l' (hors champ) en train de transférer leurs stocks de munitions de l'un à l'autre (13 septembre 2004).

Le porte-aéronefs entama son sixième déploiement le 20 janvier 2004. Il fit escale à Souda Bay, en Crète, du 6 au 10 février. Il transita ensuite par le canal de Suez le 16 février, puis atteint la mer Rouge le 17 février, le golfe d'Aden le 20, la mer Arabe le 23, le golfe d'Oman le 27 et atteint le golfe Persique début mars. Le 8 avril, Carrier Air Wing Seven participe à l'opération Vigilant Resolve à Falloujah.
Le Washington laissera la place à l'USS John F. Kennedy, et retournera à son port d'attache le 26 juillet 2004, après six mois de mer et 94 000 kilomètres parcourus.
Il débuta de nouveaux exercices du 13 au 22 septembre 2004, après avoir embarqué à son bord le Strike Fighter Squadron 122, constitué des nouveaux F/A-18 E/F Super Hornet. Le 30 septembre, le Captain Garry R. White remplace le Captain Erdossy.

### Révisions de 2005 et 2006
Le navire fut mis en cale sèche le 28 janvier 2005 pour une remise à niveau de 11 mois (Planned Incremental Availability). Les quatre déflecteurs de jet furent remplacés par de nouveaux déflecteurs, capables de résister à la chaleur dégagée par la postcombustion des nouveaux F/A-18 E/F Super Hornet. Un système d'armes CIWS Phalanx et un SAM Sea Sparrow ont été retirés afin d'installer deux SAM RIM-116. Pendant toute la durée de la remise à niveau, l'équipage a contribué à un effort volontaire sans précédent de 20 000 heures, dans la ville de Newport News. Le navire retournera à son port d'attache le 17 décembre 2005.
Le premier décembre 2005, la marine américaine a annoncé que le George Washington allait remplacer l'USS Kitty Hawk en 2008 dans la base navale américaine de Yokosuka, au Japon. C'est la première fois qu'un navire de surface à propulsion nucléaire est affecté à un stationnement permanent au Japon.
Le Washington participa à un exercice de qualification du 31 janvier 2006 au 16 février, puis à un autre exercice de qualification du 28 février au 17 mars. Il quitta ensuite son port d'attache le 4 avril pour un rapide déploiement de deux mois, dans l'optique du programme Partnership of the Americas du SOUTHCOM. Ce déploiement comprenait des missions de lutte anti-drogue dans la mer des Caraïbes, des échanges d'équipage et des exercices avec l'Amérique Latine et l'Amérique du Sud, et diverses escales. Le groupe aéronaval était constitué de l'USS Monterey (CG-61), de l'USS Stout (DDG-55), et de l'USS Underwood (FFG-36).

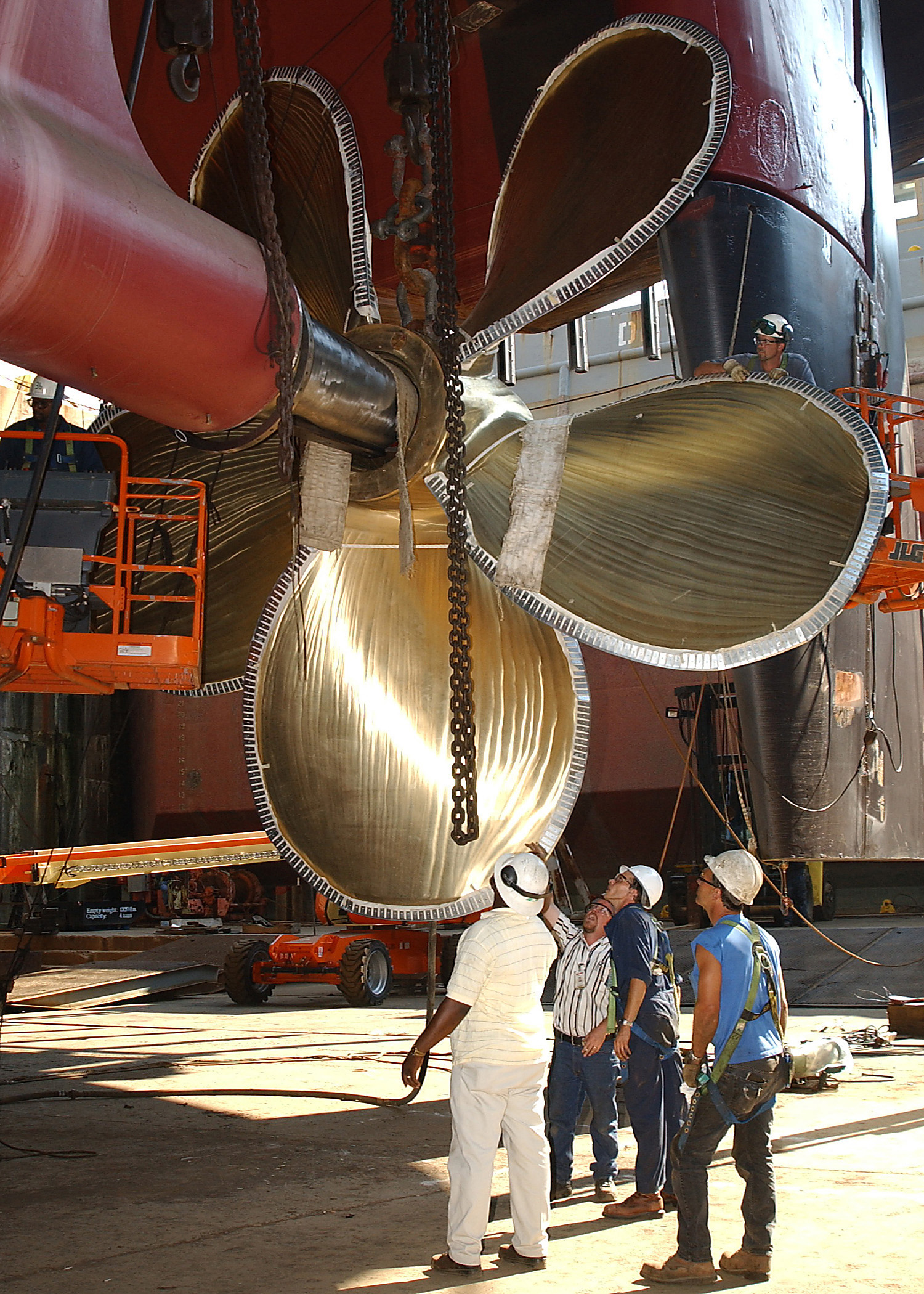
Réparation de la troisième hélice de propulsion. Le navire possède 4 hélices de 6.7 mètres de diamètre et de 30 tonnes chacune.

À la fin de ces missions, le Washington retourna à son port d'attache, et remplit deux autres exercices de qualification, l'un du 11 au 24 juillet 2006, et l'autre du 14 août au 1er septembre (Operational Reactor Safeguard Exam). Il a été retardé de quelques heures lors de son retour 1er septembre, à cause de l'ouragan Ernesto.
Dès l'arrivée au port d'attache, le Commanding Officer Garry R. White fut promu rear admiral, et le navire subit une deuxième remise à niveau (PIA), avant son départ pour son nouveau port d'attache au Japon. Cette révision autorisa le remplacement des systèmes radar, des hélices de propulsion et la remise à niveau de l'Aviation Intermediate Maintenance Department (département de maintenance/réparation des avions).
Le 14 décembre 2007, le Rear Admiral White est remplacé par le Captain David C. Dykhoff.

### Départ pour le Japon
Le 7 avril 2008, le porte-aéronefs et CVW-17 quittent Norfolk en direction de son nouveau port d'attache, United States Fleet Activities Yokosuka pour rejoindre la septième flotte américaine. Les inquiétudes des habitants de Yokosuka sont grandes, et plusieurs collectifs anti-nucléaires ont entrepris des rassemblements et des manifestations contre l'arrivée du navire. Pour tenter d'expliquer les raisons pour lesquelles le porte-avions doit stationner sur le territoire nippon, la marine américaine a imprimé et distribué un manga décrivant la vie à bord du navire, nommé « CVN-73 » (25 000 copies ont été prévues),,.
Durant le voyage, le groupe aéronaval participa à de nouveaux exercices du programme Partnership of the Americas du SOUTHCOM, avec le Brésil et l'Argentine. Le 22 avril 2008, le Washington fait escale pour la première fois à Rio de Janeiro, avant de repartir en direction du Japon. Un mois plus tard, un incendie d'envergure se déclare à bord du navire, ce qui retarde de plusieurs mois son arrivée au Japon.

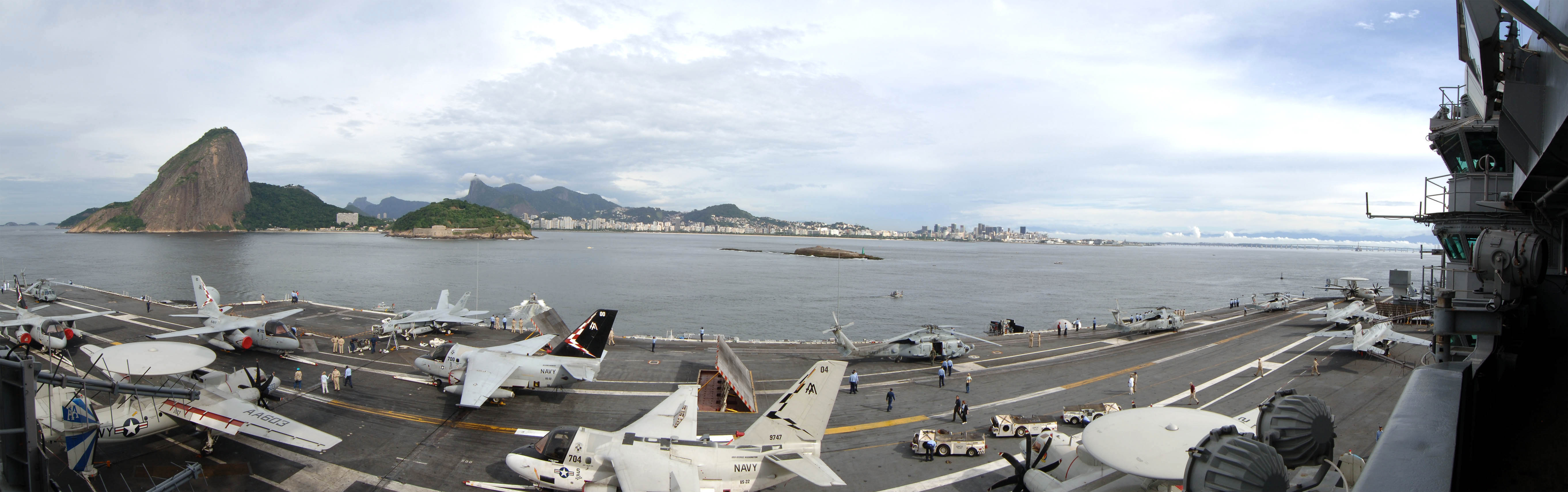
Panorama du pont d'envol, lors de l'escale à Rio de Janeiro.

#### L'incendie
Un incendie s'est déclaré le 22 mai 2008, alors que le navire était au large de l'Amérique du Sud, faisant 36 blessés et un brûlé, mais sans décès. La marine américaine a défini cet incident comme « sérieux ». D'après l'office des affaires publiques de la Naval Air Forces, l'incendie s'est déclenché dans le système de conditionnement d'air du navire et dans la salle de la machine à vapeur auxiliaire. Le feu s'est propagé et est monté à des températures extrêmes dans certains compartiments. Il aura fallu plusieurs heures aux membres d'équipage pour maîtriser l'incendie.
Le navire fit escale dans la baie de San Diego le 27 mai 2008 pour réparations. Le 20 juin, la Navy annonce publiquement que les dommages étaient plus graves que prévu et que les réparations dureraient au moins jusqu'en août. Les dommages s'élèvent à 70 millions de dollars.
Le 13 juillet, 13 000 japonais ont manifesté à Yokosuka pour protester contre l'arrivée d'un navire à propulsion nucléaire sur leur territoire, prétextant que l'incendie qui a eu lieu prouvait que la sécurité à bord n'était pas fiable. La Navy a répondu que le Rear Admiral James Kelly, commandant des forces navales américaines au Japon, allait bientôt rencontrer le maire de Yokosuka, Ryoichi Kabaya. Ce dernier leur avait sommé de donner une explication complète de l'accident qui a eu lieu, et des mesures qui allaient être prises dans le futur pour prévenir ce genre d'incidents.
Une enquête de la Navy a conclu que l'incendie était « parfaitement évitable » et qu'il était le résultat d'une grillade de cigarettes dans une pièce où étaient stockés entre 90 et 115 gallons US (entre 340 et 435 litres) d'huile de refroidissement pour compresseur, produit facilement inflammable, alors que la pièce n'était pas prévue pour entreposer ce matériel. Ladite pièce se trouvait à proximité de la salle de la machine à vapeur auxiliaire. L'équipe chargée d'identifier la source de l'incendie a mis près de 8 heures pour localiser le foyer principal. Pendant ce temps, le feu s'est propagé dans six ponts et dans 80 compartiments, détruisant ainsi des kilomètres de fibre optique et de câbles d'alimentation. Le département de contrôle des accidents avait auparavant été inspecté par la Navy trois fois, entre juin 2007 et août 2008. À chaque inspection, les membres du département avaient été déclarés insuffisamment aptes à réagir face à un incident. Bien que le commandant du navire, Captain David C. Dykhoff, et l'Executive Officer, Captain David M. Dober, aient lancé un programme d'entraînement un mois avant l'incendie, le rapport a conclu que ces efforts étaient insuffisants. Le Rear Admiral Frank Drennan, qui a mené l'enquête, dit ceci : « De cette étude, il apparaît que de nombreuses procédures concernant la prévention du feu n'avaient pas été appliquées, et que la préparation de l'équipage et son entraînement n'étaient pas fonctionnels. L'étendue des dommages aurait pu être réduite si les déficiences en matière de management de combat contre le feu avaient été corrigées. »,.
Le 30 juillet 2008, l’Admiral Robert F. Willard, commandant de la Flotte du Pacifique, a annoncé que Dykhoff avait été relevé de ses fonctions, en citant : « une perte de confiance dans sa capacité à commander et son échec à atteindre les objectifs de mission et les standards de prévention ». L'Executive Officer Dober a également été démis de ses fonctions pour « performances insuffisantes ». Six autres marins sont passés en conseil de discipline, mais sans poursuites judiciaires. Quatre marins ont été jugés coupables dissimulation de matériel dangereux, en violation des règles de sécurité. Deux officiers ont été jugés coupables de négligence et de manquement au devoir pour ne pas avoir correctement supervisé leur environnement de travail. La Navy a refusé de citer le nom de ces personnes,.

#### Arrivée à Yokosuka

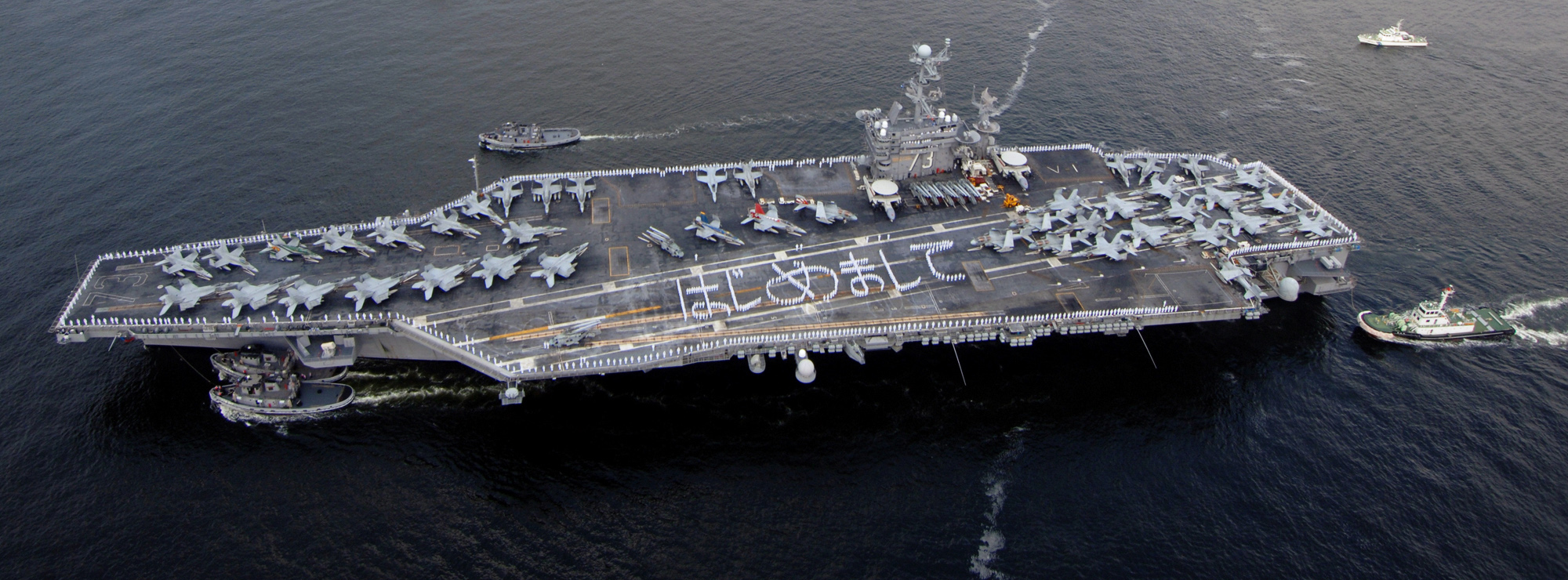
Vue aérienne du Washington, à son arrivée à Yokosuka. L'équipage est disposé de manière à écrire ja, soit « Enchantés de vous rencontrer ».

Le George Washington, désormais sous le commandement du Captain J.R. Haley et de l'Executive Officer Captain Karl O. Thomas, fit route pour le Japon le 21 août 2008, avec à son bord CVW-5. Il arriva à Yokosuka, son nouveau port d'attache, le 25 septembre 2008. Il fut accueilli par plusieurs centaines de manifestants anti-nucléaires.
Le navire s'est rendu en Corée en octobre et a participé à l'International Fleet Review, après quoi il fit escale à Guam le 31 octobre, en compagnie du croiseur USS Cowpens (CG-63) et de l'USS John S. McCain (DDG-56).

### Déploiement en Corée
Le 25 au 28 juillet 2010, le navire participe avec une vingtaine de navires et sous-marins et 8000 hommes, à un exercice conjoint avec la Corée du Sud et quatre observateurs japonais à bord du navire en mer du Japon,.
En réponse au bombardement Nord-Coréen sur l'île Sud-Coréenne de Yeonpyeong, les États-Unis ont déployé le groupe aéronaval de l'USS George Washington pour participer aux manœuvres à partir du dimanche 28 novembre 2010 dans les eaux de la mer Jaune, devant l’île de Gyeokryeol Biyeol, non loin de la presqu’île de Taean, à environ 110 km au sud de la frontière maritime intercoréenne.

### Refonte en 2016
En janvier 2014, il est annoncé que le navire George Washington doit compléter un ravitaillement nucléaire pluriannuel et une refonte estimé à trois ans aux chantiers Huntington Ingalls à partir de 2015. En février 2014, ce chantier estimé à 6 milliards de dollars est reporté en 2016 et il est suspendu à une décision devant être prise à cette date à la suite de restrictions budgétaires. Si ce chantier est annulé, le navire sera retiré du service. Le 17 décembre 2015, le USS George Washington arrive à quai à la base navale de Norfolk, son nouveau port d'attache.
Il reprend son cycle opérationnel en mai 2023, après six années en cale sèche au Newport News Shipbuilding, le chantier naval de Newport] dans le cadre de cette refonte. Soit deux ans de plus de temps que prévu, en autre à cause des défauts trouvés sur au moins un des huit générateurs à turbine du système de propulsion.

## Groupe aéronaval duWashington
Le Washington fait partie du groupe aéronaval Task Force 70 (CTF-70), faisant lui-même partie de la Battle Force Seventh Fleet. Le navire transporte les escadrons qui composent le Carrier Air Wing Five (CVW-5). Il est le navire amiral du CTF-70 et le siège du commandant du Destroyer Squadron 15.

### Escadrons du CVW-5

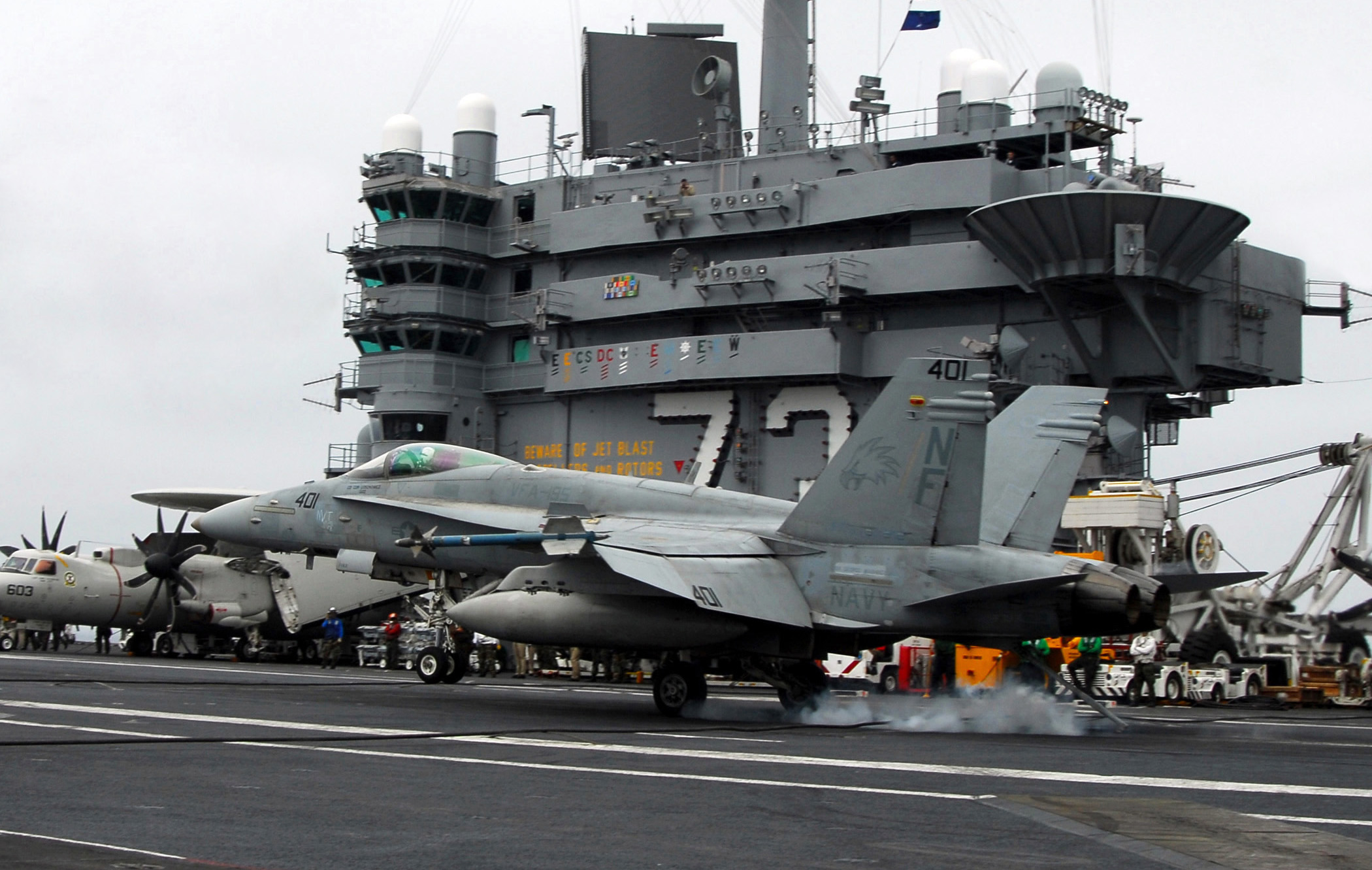
Un F/A-18 du VFA-195 “Dambusters” ; cet escadron est reconnaissable pour son insigne d'aigle.

Le parc aérien du Washington est, dans les années 2000, constitué d'environ 78 aéronefs :
- Quatre escadrons d'attaque et d'assaut F/A-18 Hornet :
  - Strike Fighter Squadron 27 (VFA-27) “Royal Maces”
  - Strike Fighter Squadron 102 (VFA-102) “Diamondbacks” (chasseurs SuperHornet)
  - Strike Fighter Squadron 192 (VFA-192) “Golden Dragons”
  - Strike Fighter Squadron 195 (VFA-195) “Dambusters”
- Un escadron de Grumman EA-6 Prowler Electronic Attack Squadron 136 (VAQ-136) “Gauntlets” (contre-mesure électronique)
- Un escadron de E-2 Hawkeye Carrier Airborne Early Warning Squadron 115 (VAW-115) “Liberty Bells” (AWACS)
- Un escadron de Seahawk Helicopter Antisubmarine Squadron 14 (HS-14) “Chargers” (hélicoptères ASM)
- Une flotte de soutien logistique Grumman C-2 Greyhound et Beechcraft Super King Air Fleet Logistics Support Squadron 30 (VRC-30) “Providers'

### Navires du DESRON-15
Le DESRON est, en 2009, composé des bâtiments suivants :
- USS Curtis Wilbur (DDG-54)
- USS John S. McCain (DDG-56)
- USS Fitzgerald (DDG-62)
- USS Stethem (DDG-63)
- USS Lassen (DDG-82) (en)
- USS McCampbell (DDG-85)
- USS Mustin (DDG-89)

## Insigne

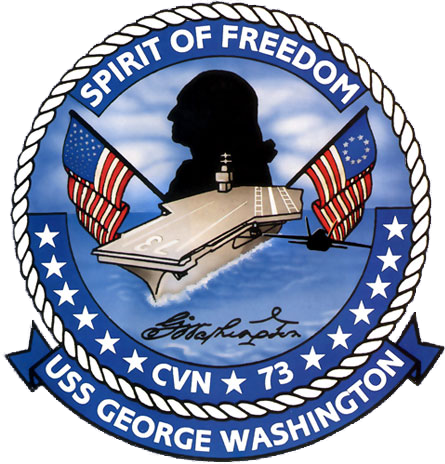
Insigne du navire.

L'insigne du navire a été conçu par l'équipage en 1992, lors de son entrée en service. L'insigne représente la silhouette du premier président des États-Unis et sa signature, un arc surmonté de treize étoiles représentant les treize colonies originales, ainsi que le drapeau américain et le drapeau de Betsy Ross croisés, les « drapeaux de la liberté ».
Le navire y est également représenté, en train de lancer un F/A-18, l'ensemble étant encerclé d'une corde sans extrémité, qui symbolise la solidarité de l'équipage. La devise du navire, « Spirit of Freedom », provient d'une lettre de George Washington à l'un de ses patriotes durant la Révolution américaine, pour lui décrire l'humeur de la population.

## Décorations
Le George Washington a reçu le Battenberg Cup en 1997, 2000, et 2002, ainsi que le Battle “E” en 1994, 1997, 2000, et 2002 ; deux Navy Unit Commendations et trois Meritorious Unit Commendations. En 1994, il gagna le Marjorie Sterrett Battleship Fund Award de l'Atlantic Fleet.

#### Articles
- (en) gw.ffc.navy.mil - site officiel de l'US Navy sur l'USS George Washington
- (en) www.navysite.de/cvn/cvn73.html - article NavySite.de
- (en) www.uscarriers.net/cvn73history.htm - article U.S. Carriers.net
- (en) www.globalsecurity.org/military/agency/navy/batgru-73.htm - article GlobalSecurity.org

#### Galeries
- (en) www.maritimequest.com - galerie MaritimeQuest
- (en) www.navsource.org/archives/02/73.htm - galerie NavSource Naval History